# William Rathbone Greg
William Rathbone Greg, född 1809 i Manchester, död den 15 november 1881 i Wimbledon, var en engelsk skriftställare. Han var far till Walter Greg.
Greg var först  fabriksägare, men ägnade sig från 1850 åt skriftställarverksamhet i liberal anda samt innehade 1856–1877 ett par tjänstemannabefattningar. Han var dessutom en flitig medarbetare i Pall Mall Gazette under signaturen W.R.G.. Greg var en ivrig filantrop, men uttalade sig i en mängd uppsatser skeptiskt om vad han såg som demokratins överdrivna förhoppningar om vad som kunde åstadkommas genom lagstiftningsreformer. John Morley skrev om Greg i sina Critical Miscellanies.